# آشفتگی‌های ترلس جوان
آشفتگی‌های ترلس جوان (به آلمانی: Die Verwirrungen des Zöglings Törleß) رمانی از روبرت موزیل نویسنده بزرگ اتریشی که در سال ۱۹۰۶ منتشر شد. ترجمه فارسی این رمان توسط محمود حدادی از طرف نشر بازتاب‌نگار در سال ۱۳۸۱ عرضه شده‌است. این رمان همچنین نمونه از سنت رمان تربیتی Bildungsroman به شمار می‌رود.

## طرح داستان
ترلس نوجوانی است که در یک مدرسه شبانه‌روزی نظامی تحصیل می‌کند. انضباط سختگیرانه‌ای بر مدرسه حاکم است اما ترلس و همکلاسی‌هایش پنهانی رفتارهای خشونت‌آمیز و غیر متعارف جنسی را تجربه می‌کنند.